# Schwarzer Bär (Schmetterling)

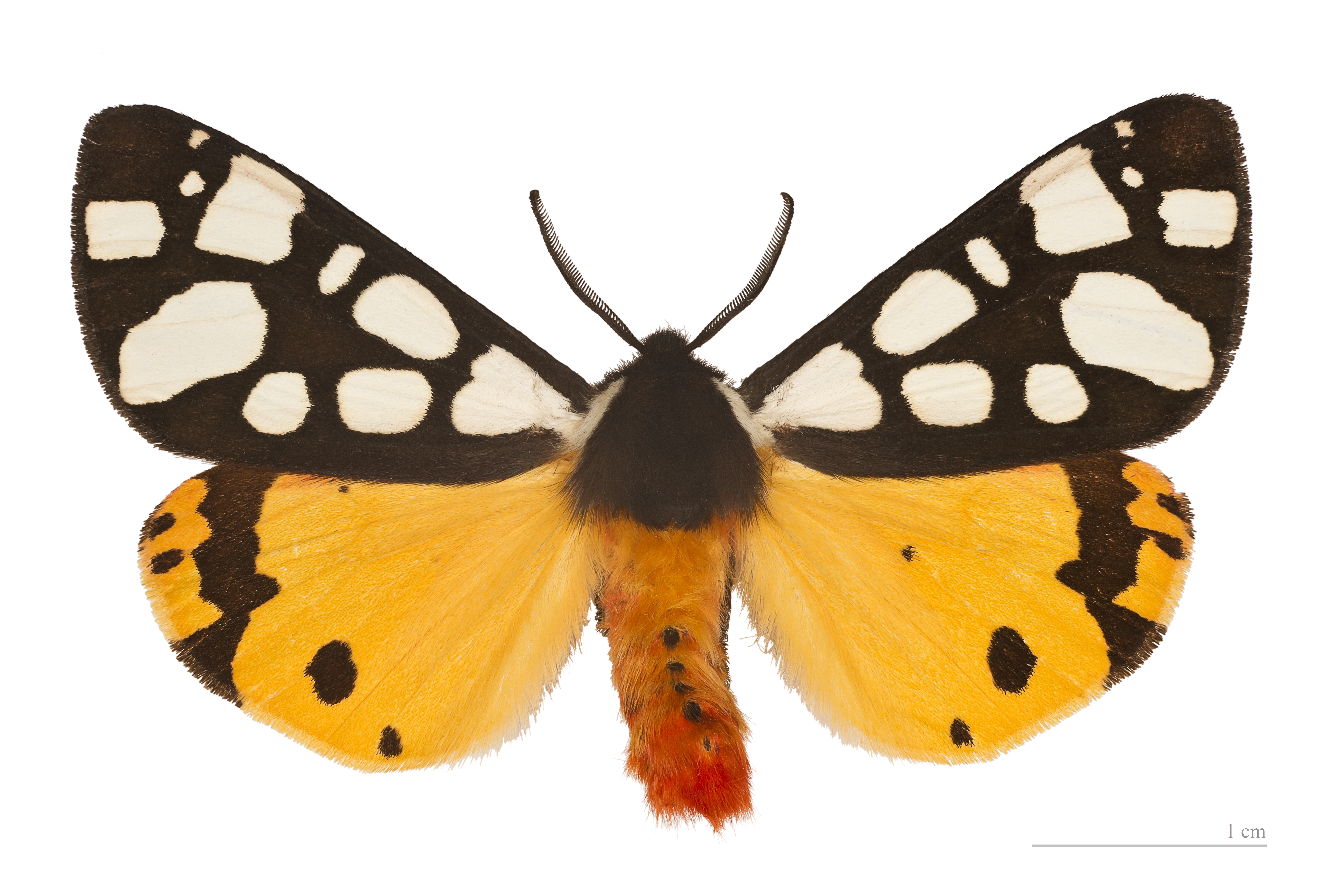
Präparat

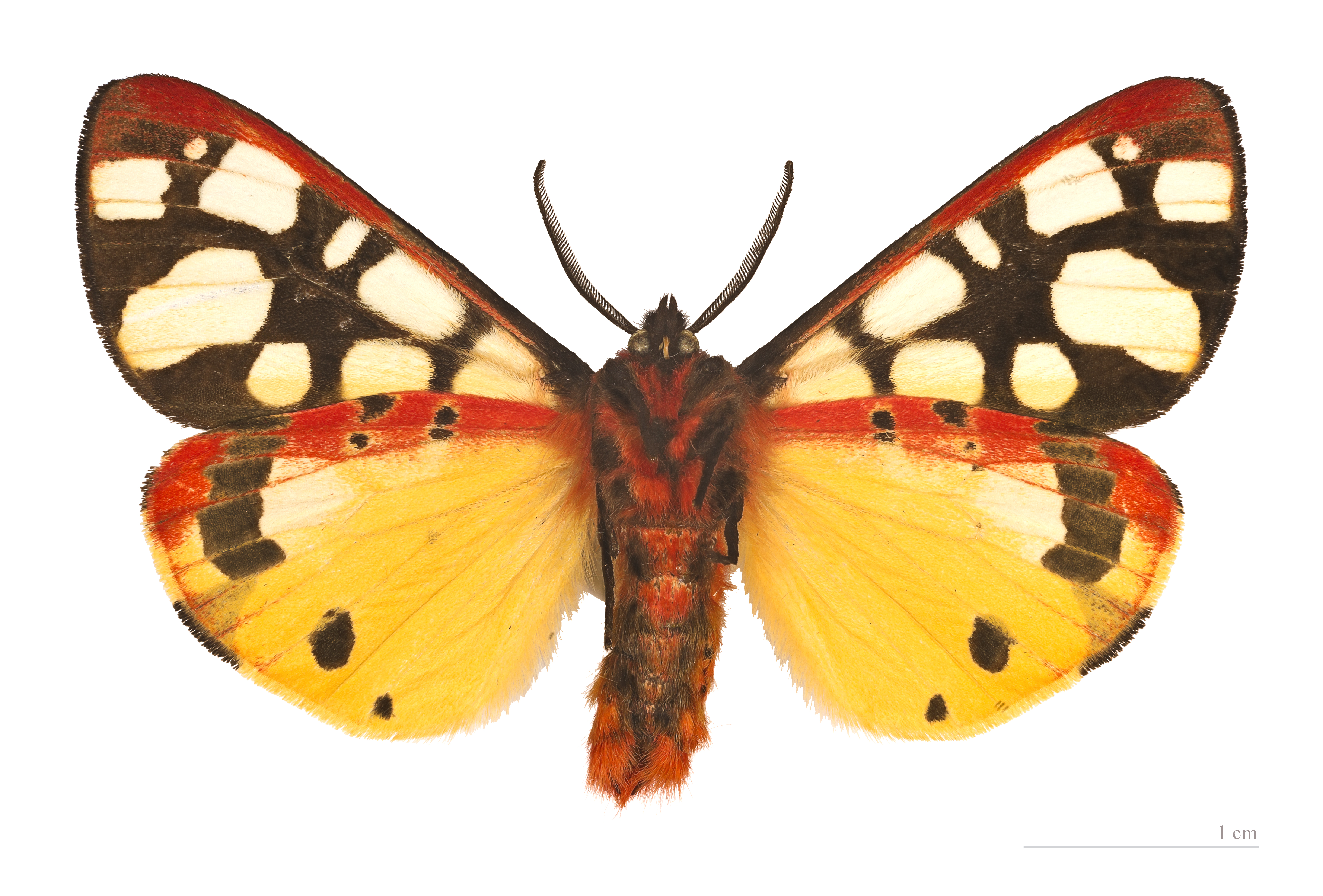
Unterseite eines Präparats

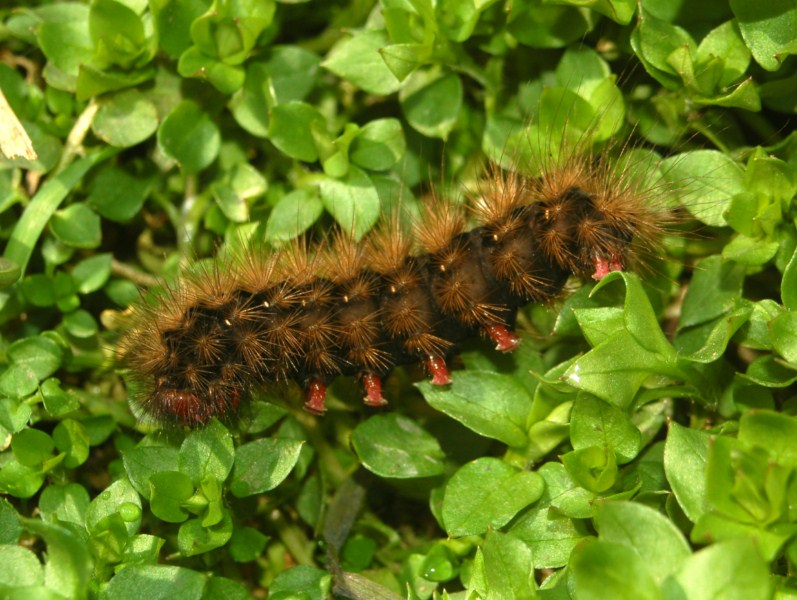
Raupe der Schwarzen Bären

Der Schwarze Bär (Arctia villica) ist ein Schmetterling (Nachtfalter) aus der Unterfamilie der Bärenspinner (Arctiinae).

## Merkmale
Der Falter erreicht eine Flügelspannweite von 45 bis 60 Millimetern. Er hat schwarze Vorderflügel mit weißen, ausgedehnten Flecken, die ineinander laufen können. Zusätzlich gibt es sehr kleine Flecken. Die orangen Hinterflügel haben schwarze Flecken.
Die Raupe ist schwarz mit mittellangen, nicht sehr dicht wachsenden hellbraunen Haarbüscheln. Ihr Kopf und die Beine sind rot.

### Ähnliche Arten
- Brauner Bär (Arctia caja)
- Englischer Bär (Arctia festiva)

## Vorkommen
Die Art ist von Nordafrika und der Iberischen Halbinsel über West- und Südeuropa und das Schwarzmeergebiet bis Russland und Vorderasien verbreitet. In Süd- und Mitteleuropa kann man die Falter in sonnigen und warmen Gegenden mit Büschen und Hecken finden. In Deutschland ist die Art nur sehr lokal an wärmebegünstigten Stellen in Hessen, Rheinland-Pfalz, Bayern (Donauhänge bei Passau), Brandenburg und im Saarland anzutreffen. In Österreich ist der Schwarze Bär in allen wärmebegünstigten Gebieten von Tirol bis ins Burgenland nachgewiesen. In Oberösterreich kommt die Art nur mehr inselartig vor, vor allem nördlich der Donau.

### Flug- und Raupenzeiten
Die Falter des Schwarzen Bären können von Juni bis Juli beobachtet werden. Über das Verhalten der Raupen unter Zuchtbedingungen berichtet Ebert folgendes:
Bis Ende Juni / Anfang Juli fraßen die Raupen verschiedene Kräuter und wuchsen dabei bis ca. 10 – 12 mm Länge heran, dann machten sie eine Sommerdiapause (absolut trockene Haltung, keine Nahrungsaufnahme, oft über 30 °C Tagestemperatur). Ab September (bis Oktober) erneute Nahrungsaufnahme und bei einer Größe von ca. 20 mm Winterdiapause. Ab Februar / März dann Weiterzucht bis zur Verpuppung.

## Lebensweise
Die Raupen überwintern, sie sind aber relativ frostempfindlich. Sie verpuppen sich erst im Mai am Boden in einem weiß-grauen Gespinst. Die Raupen fressen eine Vielzahl von niederen Kräutern:
- Gewöhnlicher Löwenzahn (Taraxacum sect. Ruderalia)
- Wegeriche (Plantago)
- Taubnesseln (Lamium)
- Schafgarben (Achillea)
- Brombeeren (Rubus)
- Erdbeeren (Fragaria)

Die Falter sind nachtaktiv, die Weibchen fliegen aber auch am Tag. Sie können ruhend auf Blättern angetroffen werden, von denen sie bei Störungen auffliegen, sich aber bereits nach kurzem Flug wieder niederlassen. Sie werden vom Licht angezogen.

## Gefährdung und Schutz
Der Schwarze Bär ist in der Roten Liste gefährdeter Tiere Deutschlands gelistet: 1 (vom Aussterben bedroht).